# Линейный источник
Линейный источник — источник, который, в отличие от точечного источника, площадного источника или объёмного источника, является источником чего-либо (потока воздуха, шума, загрязнения воды или электромагнитного излучения), исходящего из линейной (одномерной) геометрии. 
Наиболее заметными линейными источниками являются загрязнение воздуха от проезжей части, выбросы самолётов в атмосферу, шум от проезжей части, определенные типы источников загрязнения воды, которые исходят не из дискретной точки, а на разных участках реки, удлиненные световые трубки, определенные дозовые модели в медицинской физике и электромагнитные поля, излучаемые антеннами.
Идеальный (гипотетический) бесконечный линейный источник звука создаёт цилиндрические волны, уровень звукового давления (SPL) которых уменьшается на 3 дБ, при удвоении расстояния от источника (в то время как у подобного точечного источника, создающий волны сферической формы, SPL уменьшается на 6 дБ).
Хотя точечные источники загрязнения изучались с конца XIX века, линейные источники не привлекали особого внимания ученых до конца 1960-х годов, когда начали появляться экологические нормы для автомагистралей и аэропортов. В то же время компьютеры с вычислительной мощностью, необходимой для обработки данных компьютерных моделей, необходимых для работы с этими одномерными источниками, стали более доступными.
Кроме того, в эту эпоху 60-х впервые появились ученые-экологи, которые охватили дисциплины, необходимые для выполнения этих исследований. Например, метеорологи, химики и компьютерные специалисты в области загрязнения воздуха должны были построить сложные модели для моделирования рассеивания воздуха на проезжей части. До 60-х годов эти специальности, как правило, работали в рамках своих дисциплин, но с появлением Закона о национальной политике в области окружающей среды (NEPA), Закона о чистом воздухе (Clean Air Act) 1963 года, Закона о контроле шума (en:Noise Control Act) в Соединенных Штатах и других основополагающих законов началась эра междисциплинарной науки об окружающей среде.
Что касается электромагнитных линейных источников, то основные ранние достижения в компьютерном моделировании возникли в Советском Союзе и США, когда конец Второй мировой войны и Холодная война были частично обусловили прогресс в области радиоэлектронной борьбы, включая технологии активных антенных решеток.